# U-51 (1938)
| U-51                                   | U-51 | U-51 |
| -------------------------------------- | --- | --- |
|                                        | | |
|                                        | | |
| Підводний човен U-52, аналогічний U-51 | | |
| Під прапором                           | Третій Рейх | Третій Рейх |
| Спуск на воду                          | 11 червня 1938 року                                                                                                | 11 червня 1938 року                                                                                                |
| Виведений зі складу флоту              | 6 серпня 1938 року                                                                                                 | 6 серпня 1938 року                                                                                                 |
| Сучасний статус                        | 20 серпня 1940 року потоплений британським підводним човном «Кашалот» у Біскайській затоці                         | 20 серпня 1940 року потоплений британським підводним човном «Кашалот» у Біскайській затоці                         |
| Проєкт                                 | | |
| Тип ПЧ                                 | Торпедний ДПЧ | Торпедний ДПЧ |
| Розробник проєкту                      | Friedrich Krupp Germaniawerft, Кіль                                                                                | Friedrich Krupp Germaniawerft, Кіль                                                                                |
| Вартість                               | 4 439 000 ℛℳ | 4 439 000 ℛℳ |
| Основні характеристики                 | | |
| Швидкість (надводна)                   | 17,9 вузла | 17,9 вузла |
| Швидкість (підводна)                   | 8 вузлів | 8 вузлів |
| Робоча глибина занурення               | 100 м | 100 м |
| Гранична глибина занурення             | 220 м | 220 м |
| Автономність плавання                  | 135—174 км на швидкості 4 вузли (в підводному положенні) 11 470 км на швидкості 10 вузлів (у надводному положенні) | 135—174 км на швидкості 4 вузли (в підводному положенні) 11 470 км на швидкості 10 вузлів (у надводному положенні) |
| Екіпаж                                 | 44—60 осіб | 44—60 осіб |
| Розміри                                | | |
| Довжина найбільша (по КВЛ)             | 66,5 м | 66,5 м |
| Ширина корпусу найб.                   | 6,2 м | 6,2 м |
| Середня осадка (по КВЛ)                | 4,74 м | 4,74 м |
| Водотоннажність надводна               | 753 т | 753 т |
| Озброєння                              | | |
| Артилерія                              | 1 × 88-мм палубна гармата SK C/35 1 × 20-мм зенітна гармата FlaK 30 Flakvierling                                   | 1 × 88-мм палубна гармата SK C/35 1 × 20-мм зенітна гармата FlaK 30 Flakvierling                                   |
| Торпедно- мінне озброєння              | 4 носових і один кормовий ТА. 14 торпед або 26 мін TMA або 39 мін TMB                                              | 4 носових і один кормовий ТА. 14 торпед або 26 мін TMA або 39 мін TMB                                              |

U-51 — німецький підводний човен типу VII B, що входив до складу Військово-морських сил Третього Рейху за часів Другої світової війни. Закладений 26 лютого 1937 року на верфі Friedrich Krupp Germaniawerft у Кілі. Спущений на воду 11 червня 1938 року, а 6 серпня 1938 року корабель увійшов до складу ВМС нацистської Німеччини.

## Історія служби
U-51 належав до німецьких підводних човнів типу VII B, найчисленнішого типу субмарин Третього Рейху, яких випущено 703 одиниці. За період з січня по серпень 1940 року підводний човен здійснив 4 бойових походи в Атлантичний океан, у яких потопив 5 суден противника сумарною водотоннажністю 26 296 брутто-реєстрових тонн та один допоміжний військовий корабель (4724 GRT). У червні 1940 року входив до складу вовчої зграї «Прін», що включала сім німецьких ПЧ. Вовча зграя із семи U-Boot оперувала в Північній Атлантиці на шляху руху союзного конвою HX 47, який йшов з Галіфакса до Ліверпуля
20 серпня 1940 року U-51 потоплений британським підводним човном «Кашалот» у Біскайській затоці західніше Сен-Назер. Всі 43 члени екіпажу загинули.

## Командири
- Капітан-лейтенант Ернст-Гюнтер Гайніке (6 серпня 1938 — серпень 1939)
- Капітан-лейтенант Дітріх Кнорр (15 січня — 20 серпня 1940)

## Перелік уражених U-51 суден у бойових походах
| №                                                             | Дата           | Назва                        | Тип                | Належність      | Водотоннажність (брт) | Вантаж                      | Конвой        | Результат та координати                                                | Наслідки атаки для екіпажу      | Прим. |
| ------------------------------------------------------------- | -------------- | ---------------------------- | ------------------ | --------------- | --------------------- | --------------------------- | ------------- | ---------------------------------------------------------------------- | ------------------------------- | ----- |
| Перший похід (17.01—8.02.1940, 23 доби; Кіль—Вільгельмсгафен) |                |                              |                    |                 |                       |                             |               |                                                                        |                                 |       |
| 1                                                             | 22 січня 1940  | Gothia                       | суховантажне судно | Швеція          | 1640                  | деревна маса та сульфати    |               | потоплено 57°46′ пн. ш. 9°50′ зх. д. / 57.767° пн. ш. 9.833° зх. д.    | 23 (12 загиблих та 11 вцілілих) |       |
| 2                                                             | 29 січня 1940  | Eika                         | суховантажне судно | Норвегія        | 1503                  | сіль                        |               | потоплено 50°00′ пн. ш. 10°00′ зх. д. / 50.000° пн. ш. 10.000° зх. д.  | 18 (16 загиблих та 2 вціліло)   |       |
| Третій похід (6.06—5.07.1940, 30 діб; Кіль—Кіль)              |                |                              |                    |                 |                       |                             |               |                                                                        |                                 |       |
| 3                                                             | 25 червня 1940 | Windsorwood                  | суховантажне судно | Велика Британія | 5395                  | 7100 тонн вугілля           | Конвой OA 172 | потоплено 48°24′ пн. ш. 15°05′ зх. д. / 48.400° пн. ш. 15.083° зх. д.  | 40 (усі вціліли)                |       |
| 4                                                             | 25 червня 1940 | Saranac                      | танкер             | Велика Британія | 12049                 | баласт                      | Конвой OA 172 | потоплений 48°24′ пн. ш. 15°05′ зх. д. / 48.400° пн. ш. 15.083° зх. д. | 44 (4 загиблих та 40 вцілілих)  |       |
| 5                                                             | 29 червня 1940 | HMS Willamette Valley (X 39) | корабель-пастка    | Велика Британія | 4724                  |                             |               | потоплений 49°27′ пн. ш. 15°25′ зх. д. / 49.450° пн. ш. 15.417° зх. д. | 92 (67 загиблих та 25 вцілілих) |       |
| Четвертий похід (9.08—20.08.1940, 12 діб; Кіль—загибель)      |                |                              |                    |                 |                       |                             |               |                                                                        |                                 |       |
| 6                                                             | 15 серпня 1940 | Sylvafield                   | танкер             | Велика Британія | 5709                  | 7860 тонн флотського мазуту | Конвой HX 62  | потоплений 56°39′ пн. ш. 11°16′ зх. д. / 56.650° пн. ш. 11.267° зх. д. | 39 (3 загинуло та 36 вижило)    |       |